# Giannicolò Conti
Giannicolò Conti (Roma, 1 de junho de 1617 - Ancona, 20 de janeiro de 1698) foi um cardeal do século XVIII.

## Biografia
Nasceu em Roma em 1 de junho de 1617. Filho de Lotario Conti, duque de Poli, e sua segunda esposa, Giulia Orsini. Sua família deu à Igreja os Papas Inocêncio III; Gregório IX; e Alexandre IV. Tio do Papa Inocêncio XIII. Sobrinho do cardeal Carlo Conti (1604). Tio do Cardeal Bernardo Maria Conti, OSBCas. (1721). Outros cardeais da família foram Giovanni dei conti di Segni (1200); Ottaviano dei conti di Segni (1205); Lucido Conti (1411) (pseudocardinal); Giovanni Conti (1483); e Francesco Conti (1517).
Ainda adolescente, foi enviado a Ferrara para praticar artes marciais sob a orientação de seu irmão Torquato, que ocupava o cargo de general da Igreja desde 1626. No entanto, não demonstrou particular disposição para essas disciplinas e logo se dedicou às atividades religiosas. estudos, apoiados e incentivados pela família Farnese.
Prelado papal. Comissário do exército nas legações de Bolonha, Ferrara e Ravena. Presidente delle Marche . Referendário dos Tribunais da Assinatura Apostólica, 1652. Vice-legado em Avignon, 1655-1659. Governador de Roma, de 20 de novembro de 1662 a 15 de fevereiro de 1666.
Criado cardeal e reservado in pectore no consistório de 14 de janeiro de 1664; publicado no consistório de 15 de fevereiro de 1666; recebeu o gorro vermelho e o título de S. Maria na Traspontina, em 15 de março de 1666.
Eleito bispo de Ancona, em 29 de março de 1666. Consagrado, em 2 de maio de 1666, convento dos religiosos de S. Ambrogio, Roma, pelo cardeal Girolamo Farnese, coadjuvado por Emilio Altieri, bispo de Camerino, e por Federico Borromeo, patriarca latino titular de Alexandria. Participou do conclave de 1667, que elegeu o Papa Clemente IX. Participou do conclave de 1669-1670, que elegeu o Papa Clemente X. Participou do conclave de 1676, que elegeu o Papa Inocêncio XI. Participou do conclave de 1689, que elegeu o papa Alexandre VIII. Participou do conclave de 1691,que elegeu o Papa Inocêncio XII. Optou pela ordem dos cardeais bispos e pela sede suburbicária de Sabina, mantendo a administração de Ancona, em 8 de agosto de 1691.
Morreu em Ancona em 20 de janeiro de 1698. Exposto e enterrado na catedral de Ancona.